# Artsenverklaring
Onder een artsenverklaring (voorheen bewustheidsverklaring of bewustzijnsverklaring)  verstaat men een formulier dat een arts in Nederland moet invullen wanneer hij een medicament voorschrijft dat niet geregistreerd is. Deze artsenverklaring moet worden verzonden naar de Inspectie Gezondheidszorg en Jeugd.
Dit formulier dient te worden onderscheiden van formulieren die ziektekostenverzekeraars in Nederland verlangen voor ze bepaalde dure merkgeneesmiddelen vergoeden. Zie de infliximab-uitspraak in deze van de rechtbank te Den Haag op 5 juni 2013.

## Ongeregistreerde geneesmiddelen
In Nederland mogen alleen medicamenten worden voorgeschreven die door de Nederlandse of de Europese overheid zijn toegelaten. Onder bepaalde omstandigheden kunnen ziekten behandeld worden met een middel dat (nog) niet (meer) geregistreerd is.
Het gaat in Nederland om ongeveer 15 middelen die bij voorbaat al zijn opgenomen in het basispakket. 
Enkele voorbeelden:
- klassieke MAO-remmers bij ernstige depressie die nergens anders op reageert;
- thiabendazool voor een bepaalde darmparasiet;
- oxandrolon bij constitutionele groeivertraging.

Andere geneesmiddelen komen wel voor import in aanmerking, maar worden niet bij voorbaat vergoed.

## Verklaring en registratie
De arts verklaart:
- Dat de patiënt op andere wijze niet adequaat te behandelen is; hierbij wordt onder code de diagnose vermeld van de anoniem blijvende patiënt;
- Dat de arts zich ervan bewust is dat het middel in Nederland niet mag worden verhandeld en niet in Nederland is onderzocht;
- Dat de arts volledig verantwoordelijk is en het risico draagt voor deze behandeling;
- Dat de arts alle complicaties en verwikkelingen anoniem zal melden aan de inspectie.

Verder zal de leverancier aan de inspectie melden dat er een ongeregistreerd geneesmiddel op artsenverklaring is afgegeven.
De leverancier legt de gegevens vast over geneesmiddel, arts, aantal patiënten en bijwerkingen.
Deze regeling is overigens niet van toepassing op geneesmiddelenonderzoek, op magistrale medicatie of medicatie in een apart goedgekeurd programma voor schrijnende gevallen.